# باراك حيرام
بَارَاك حِيرَام (بالعبرية: ברק חירם؛ مواليد 1979) عميد في قوات الدفاع الإسرائيلية. كان قائد لواء جولاني وهو اليوم قائد فرقة المشاة التاسعة والتسعون (فرقة بازاك).